# Kerry Ellis
Kerry Jane Ellis (Haughley, 6 maggio 1979) è una cantante e attrice britannica, nota soprattutto come interprete di musical a Broadway e nel West End di Londra.

## Biografia
Dopo il diploma alla Laine Theatre Arts, debutta nel West End nel revival del 2001 del musical My Fair Lady come sostituta di Martine McCutcheon nel ruolo di Eliza Doolittle. Dopo aver lavorato nella produzione originale londinese di We Will Rock You, la Ellis ha preso parte alle produzioni di celebri musical come Miss Saigon, Wicked e Les Misérables, diventando un'affermata artista del teatro musicale di Broadway e del West End. Nel 2011 lavora a fianco a Idina Menzel in Chess in Concert alla Royal Albert Hall.
In tempi più recenti, l'artista ha stretto una solida collaborazione con il chitarrista Brian May, con cui incide i suoi due album Wicked in Rock (2008) e Anthems. Il 16 febbraio 2012 si esibisce al Festival di Sanremo con Irene Fornaciari e Brian May.
Nel 2021 canta come ospite nel singolo Forever and Ever with You del tenore Luca Minnelli, con Brian May alla chitarra, dall'album La voce è musica (2022). Nel 2022 interpreta la protagonista Reno Sweeney nel musical Anything Goes in scena a Londra e in una tournée britannica.

## Teatro
- My Fair Lady - Eliza Doolittle (2001-2002)
- We Will Rock You - Meat (2002-2004)
- Miss Saigon – Ellen (2005)
- Les Misérables – Fantine (2006)
- Wicked – Elphaba (2006-2009)
- Chess – Svetlana (2008)
- Oliver! – Nancy (2010-2011)
- The War of the Worlds - Beth (2012 - 2013)
- Rent - Maureen - (2013)
- Wicked - Elphaba (2014)
- Cats - Grizabella (2015)
- Wonderland - Alice (2017)

## Discografia
- Wicked in Rock - EP (2008)
- Anthems (2010)
- Acoustic by Candlelight - live (con Brian May) (2013)
- Kerry Ellis (2014)
- Golden Days (con Brian May) (2017)

## Tour
- Anthems: The Tour (2011)